# Harry Vriend
Henri (Harry) Gerard Vriend (Amsterdam, 20 mei 1938) is een voormalig Nederlandse waterpolospeler.
Harry Vriend nam als waterpoloër deel aan de Olympische Spelen van 1960 en 1964. Hij eindigde hiermee met het Nederlands team respectievelijk op een zevende en achtste plaats. In 1964 maakte zijn broer Wim Vriend ook deel uit van de Olympische ploeg. In de competitie speelde Vriend onder andere voor Het Y uit Amsterdam.
Na zijn actieve waterpolo-carrière werd hij trainer/coach bij onder andere De Zijl-LGB en HZC De Robben. In de jaren zeventig is hij tevens bondscoach geweest van de Nederlandse mannen. Daarnaast werkte hij voor NOS Studio Sport als zwem- en waterpolo-commentator. Hij was ook leraar lichamelijke opvoeding op het Alkwin Kollege in Uithoorn.
Vriend trouwde in 1963 met zwemster Lenie de Nijs.
Fred van Dorp · 
Henk Hermsen · 
Ben Kniest · 
Harry Lamme · 
Bram Leenards · 
Hans Muller · 
Harro Ran · 
Harry Vriend · 
Fred van der Zwan
Jan Bultman · 
Fred van Dorp · 
Henk Hermsen · 
Ben Kniest · 
Bram Leenards · 
Hans Muller · 
Wim van Spingelen · 
Nico van der Voet · 
Harry Vriend · 
Wim Vriend · 
Gerrit Wormgoor